# Bouillante
Bouillante, llamada en criollo Bouyant, es una comuna francesa situada en el departamento de Guadalupe, de la región de Guadalupe. 
El gentilicio francés de sus habitantes es Boullantais y Boullantaises.

## Situación
La comuna está situada en el oeste de la isla guadalupana de Basse-Terre.

## Barrios y/o aldeas
Bois-Malher, Caféière, Coreil, Courbaril, Desmarais, Galets, La Lise, Malendure, Monchy, Muscade, Pigeon, Plateau, Thomas, Village, Vannier.

## Demografía
| Gráfica de evolución demográfica de Bouillante entre 1961 y 2013 |
|                                                                  |

Fuente: Insee

## Comunas limítrofes
| Noroeste: Mar Caribe | Norte: Pointe-Noire  | Noreste: Pointe-Noire    |
| Oeste: Mar Caribe    |                      | Este: Petit-Bourg        |
| Suroeste Mar Caribe  | Sur: Vieux-Habitants | Sureste: Vieux-Habitants |

## Ciudad hermanada
- Marlenheim,  Francia